# العلاقات التنزانية الكوستاريكية
العلاقات التنزانية الكوستاريكية هي العلاقات الثنائية التي تجمع بين تنزانيا وكوستاريكا.

## مقارنة بين البلدين
هذه مقارنة عامة ومرجعية للدولتين:
| وجه المقارنة                                              | تنزانيا                        | كوستاريكا                                 |
| --------------------------------------------------------- | ------------------------------ | ----------------------------------------- |
| المساحة (كم2)                                             | 947.30 ألف                     | 51.10 ألف                                 |
| عدد السكان (نسمة)                                         | 57.31 مليون                    | 4.91 مليون                                |
| الكثافة السكانية (ن./كم²)                                 | 60.5                           | 96.09                                     |
| العاصمة                                                   | دودوما                         | سان خوسيه                                 |
| اللغة الرسمية                                             | اللغة السواحلية، لغة إنجليزية  | اللغة الإسبانية                           |
| العملة                                                    | شيلينغ تانزاني                 | كولون كوستاريكي                           |
| الناتج المحلي الإجمالي (بليون دولار)                      | 52.09 مليار                    | 57.06 مليار                               |
| الناتج المحلي الإجمالي (تعادل القوة الشرائية) بليون دولار | 138.73 مليار                   | 74.98 مليار                               |
| الناتج المحلي الإجمالي الاسمي للفرد دولار أمريكي          | 878                            | 11.26 ألف                                 |
| الناتج المحلي الإجمالي للفرد دولار أمريكي                 | 2.54 ألف                       | 14.92 ألف                                 |
| مؤشر التنمية البشرية                                      | 0.521                          | 0.766                                     |
| رمز المكالمات الدولي                                      | +255                           | +506                                      |
| رمز الإنترنت                                              | .tz                            | .cr، قائمة نطاقات المستوى الأعلى للإنترنت |
| المنطقة الزمنية                                           | ت ع م+03:00، توقيت شرق أفريقيا | 00                                        |

## منظمات دولية مشتركة
يشترك البلدان في عضوية مجموعة من المنظمات الدولية، منها:
| علم المنظمة | اسم المنظمة                               | تاريخ انضمام تنزانيا | تاريخ انضمام كوستاريكا |
| ----------- | ----------------------------------------- | -------------------- | ---------------------- |
|             | الاتحاد البريدي العالمي                   | ?                    | ?                      |
|             | يونسكو                                    | 6 مارس 1962          | 19 مايو 1950           |
|             | البنك الدولي للإنشاء والتعمير             | 10 سبتمبر 1962       | 8 يناير 1946           |
|             | منظمة التجارة العالمية                    | 1995                 | ?                      |
|             | وكالة ضمان الاستثمار متعدد الأطراف        | 19 يونيو 1992        | 8 فبراير 1994          |
|             | الاتحاد الدولي للاتصالات                  | 31 أكتوبر 1962       | 13 سبتمبر 1932         |
|             | منظمة الشرطة الجنائية الدولية             | ?                    | ?                      |
|             | مؤسسة التمويل الدولية                     | 10 سبتمبر 1962       | 20 يوليو 1956          |
|             | الأمم المتحدة                             | 14 ديسمبر 1961       | 2 نوفمبر 1945          |
|             | مؤسسة التنمية الدولية                     | 6 نوفمبر 1962        | 30 يونيو 1961          |
|             | منظمة حظر الأسلحة الكيميائية              | ?                    | ?                      |
|             | المركز الدولي لتسوية المنازعات الاستشارية | 17 يونيو 1992        | 27 مايو 1993           |

## وصلات خارجية
- موقع وزارة الخارجية التنزانية
- موقع وزارة الخارجية الكوستاريكية